# Gerente de campaña

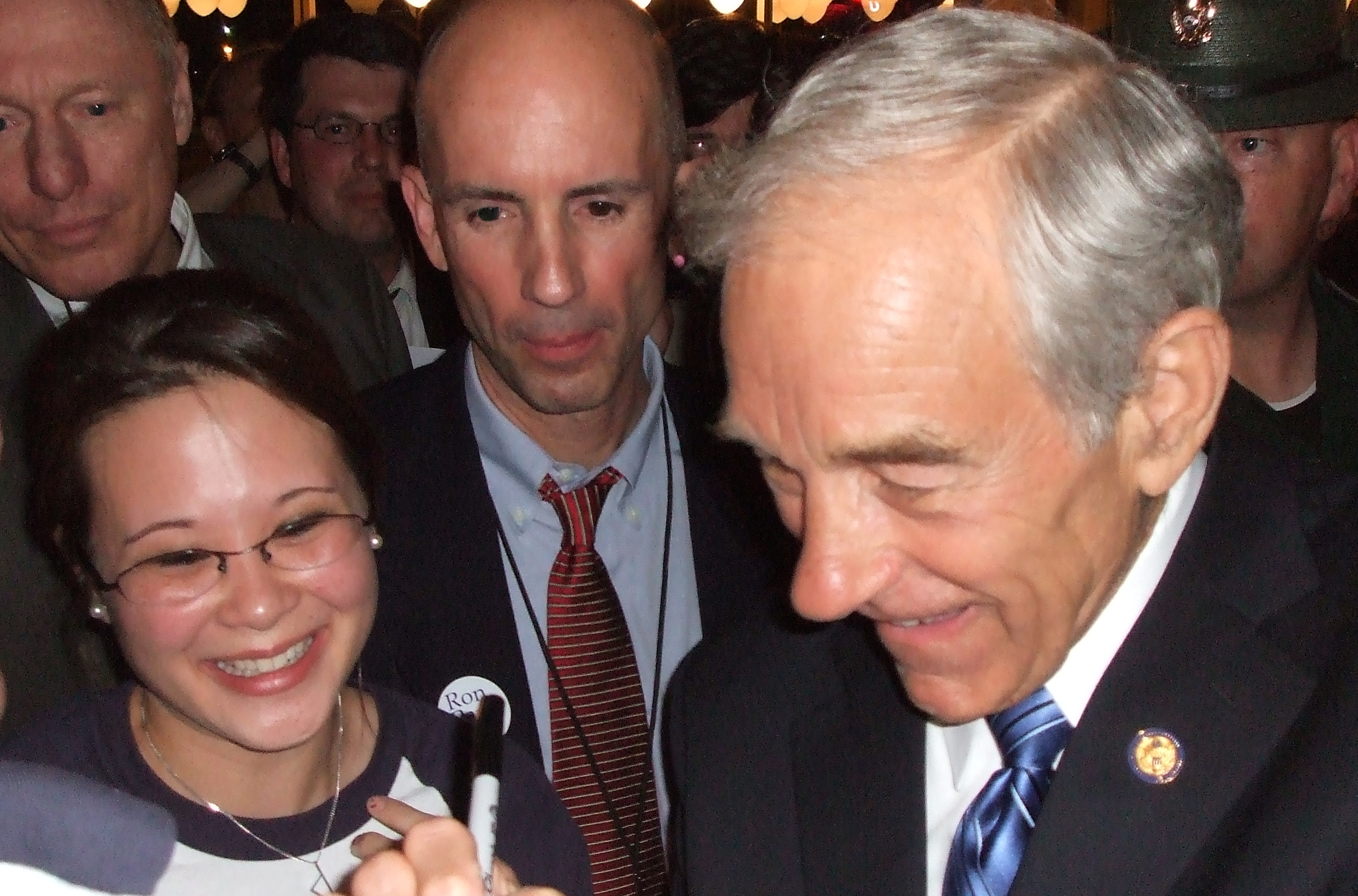
El candidato Ron Paul con el gerente de campaña Lew Moore, a la izquierda, y el presidente de campaña Kent Snyder, al centro.

Un gerente de la campaña (también director de campaña o jefe de campaña) es un individuo, voluntario o asalariado, cuya función es coordinar las operaciones de la campaña, como la recaudación de fondos, publicidad, votación, sacar el voto (con el contacto directo con el público), y otras actividades de apoyo directo. 
Aparte del candidato, a menudo es el líder más visible de una campaña. Sin embargo, los directores de las campañas modernas, en particular a nivel presidencial, están en su mayoría preocupados por la ejecución de la estrategia, no su creación. Los estrategas de alto nivel suelen ser consultores políticos externos, principalmente encuestadores y consultores de medios. 
Especialmente para las grandes campañas, bien financiadas, es un puesto muy importante los directores de campaña suelen administrar un gran número de miembros del personal y voluntarios en una variedad de departamentos, mientras que también están en estrecha coordinación con los consultores externos y candidatos.
La gestión de campaña es cada vez una ocupación especializada. El nivel más alto de los directores se moverá por todo el país trabajando en una campaña diferente cada ciclo electoral. Los desafíos de construir una exitosa operación desde cero en menos de 2 años hace que los profesionales experimentados sean cada vez más valiosos. Además de su experiencia pasada, los directores de campaña experimentados también traen con ellos el conocimiento de las herramientas de gerencia de campañas y las relaciones con los consultores políticos. Los rangos de sueldo de un director de campaña varían en función de la escala de su carrera política.